# Viktor Ruber
Viktor Ruber (ur. 1905, zm. ?) – zbrodniarz hitlerowski, członek załogi niemieckiego obozu koncentracyjnego Mauthausen-Gusen i SS-Rottenführer.
Członek Niemieckiego Frontu Pracy. 1 września 1944 został przeniesiony z Luftwaffe do Waffen-SS i skierowany do Schwechat, podobozu Mauthausen. Osiągnął tu stanowisko Blockführera (kierownika bloku), a w obozie przebywał do kwietnia 1945. Ruber uczestniczył również w ewakuacji Schwechat do innego podobozu – Hinterbrühl, a następnie do Mauthausen w kwietniu 1945. Zastrzelił wówczas kilku więźniów niezdolnych do dalszego marszu.
Viktor Ruber został osądzony w procesie załogi Mauthausen-Gusen (USA vs. Waldemar Barner i inni) przed amerykańskim Trybunałem Wojskowym w Dachau i skazany na 8 lat pozbawienie wolności.